# Tampaksiring (Kecamatan)
Tampaksiring ist ein langgestreckter Distrikt (Kecamatan) im Regierungsbezirk (Kabupaten) Gianyar der indonesischen Provinz Bali. Er liegt im Nordosten dieses Kabupaten und hatte Ende 2021 eine Fläche von rund 55 Quadratkilometern mit rund 50.000 Einwohnern. Tampaksiring grenzt im Südwesten an den Kecamatan Ubud, im Westen/Nordwesten an den Kabupaten Bangli (Kecamatan Susut), im Südosten an Gianyar und im Süden an Blahbatuh. Der Kecamatan besteht aus acht Dörfern und 70 Dusun/Lingkungan (Ortschaften).
| Kode          | Dorf                 | Fläche (km²) Ende 2021 | Einwohner Census 2010 | Einwohner Census 2020 | Einwohner Ende 2021 | Dichte (2021) Einw. pro km² |
| ------------- | -------------------- | ---------------------- | --------------------- | --------------------- | ------------------- | --------------------------- |
| 51.04.04.2001 | Pejeng               | 2,60                   | 5.223                 | 5.791                 | 6.058               | 2.330,0                     |
| 51.04.04.2002 | Sanding              | 2,31                   | 3.259                 | 3.422                 | 3.522               | 1.524,7                     |
| 51.04.04.2003 | Tampaksiring         | 7,89                   | 10.479                | 11.375                | 11.438              | 1.449,7                     |
| 51.04.04.2004 | Manukaya             | 12,42                  | 11.319                | 12.304                | 12.456              | 1.002,9                     |
| 51.04.04.2005 | Pejeng Kawan         | 3,17                   | 3.514                 | 3.932                 | 4.029               | 1.271,0                     |
| 51.04.04.2006 | Pejeng Kaja          | 3,87                   | 4.683                 | 5.526                 | 5.606               | 1.448,6                     |
| 51.04.04.2007 | Pejeng Kangin        | 4,73                   | 4.628                 | 5.344                 | 5.421               | 1.146,1                     |
| 51.04.04.2008 | Pejeng Kelod         | 1,72                   | 2.713                 | 3.170                 | 3.254               | 1.891,9                     |
| 51.04.04      | Kec. Tampaksiring,00 | 38,71                  | 45.818                | 50.864                | 1.784               | 1.337,7                     |Ergebnisse aus Zählung bzw. Fortschreibung

## Bevölkerungsentwicklung der letzten drei Halbjahre
| Datum      | Fläche (km²) | Einwohner | männlich | weiblich | Dichte (Einw./km²) | Sex Ratio (100*m/w) |
| ---------- | ------------ | --------- | -------- | -------- | ------------------ | ------------------- |
| 31.12.2020 | 38,71        | 52.341    | 26.457   | 25.884   | 1.352,1            | 102,2               |
| 30.06.2021 | 38,71        | 52.221    | 26.383   | 25.838   | 1.349,0            | 102,1               |
| 31.12.2021 | 39,00        | 51.784    | 26.146   | 25.638   | 1.327,8            | 102,0               |
Fortschreibungsergebnisse